# 2001 en littérature
| Années de la littérature : 1998 - 1999 - 2000 - 2001 - 2002 - 2003 - 2004    |
| Décennies de la littérature : 1970 - 1980 - 1990 - 2000 - 2010 - 2020 - 2030 |

Cet article présente les faits marquants de l'année 2001 en littérature.

## Événements
- 25 mars : bicentenaire de la mort de Novalis, poète allemand.
- 11 avril : bicentenaire de la mort d'Antoine de Rivarol, écrivain français.

## Presse
- Philippe Tesson rachète la revue théâtrale de L'Avant-Scène, à Danielle Dumas qui en restera rédactrice en chef jusqu'en 2004.
- Première publication de la revue Droit et Société.

## Parutions

### Biographies
1. Lettres du dimanche, les lettres d'amour de Consuelo Suncin Sandoval de Gómez (1901-1979). Après la disparition de son mari, Antoine de Saint-Exupéry, Consuelo, recluse, continua, chaque dimanche à lui écrire une lettre d'amour.
2. Max Gallo, Victor Hugo : Je suis une force qui va !.
3. Temple Grandin, Ma vie d'autiste, éd. Odile Jacob, Poches.

### Essais
1. Henri Broch, Le Paranormal, éd. Le Seuil, coll. « Points Sciences ».
2. Geneviève Djénati, Psychanalyse des dessins animés, L'Archipel.
3. Svetlana Gorshenina et Claude Rapin : De Kaboul à Samarcande : Les archéologues en Asie centrale, coll. « Découvertes Gallimard » (no 411), éd. Gallimard.
4. Madeleine Lazard, Les Avenues de Fémynie, éd. Fayard, octobre 2001, 419 p.
5. Bernard-Henri Lévy, Questions de principe VII. Mémoire vive.
6. Marc-Édouard Nabe, Une lueur d'espoir, éditions du Rocher, 152 p.
7. George Orwell, Essais, Articles, Lettres. Volume IV (1945-1950), traduit par Anne Krief, Bernard Pecheur et Jaime Semprun, Éditions Ivrea en coédition avec les Éditions de l'Encyclopédie des Nuisances.
8. Michel Pinçon et Monique Pinçon-Charlot (sociologues), Paris mosaïque, éd. Calmann-Lévy.
9. William Reymond, Mafia S.A. : Les secrets du crime organisé, éd. Flammarion, novembre, 454 p.,  (ISBN 9782080677730).
10. Michel Rocard, Entretien avec Judith Waintraub, collection Mémoire vivante, éd. Flammarion.
11. Simon Singh, Histoire des codes secrets, traduit par Catherine Coqueret, éd. Le Livre de Poche, 504 p..
12. Philippe Sollers, Éloge de l'Infini, éd. Gallimard.
13. Michel Bounan, Sans Valeur marchande, Allia.

#### Histoire
1. Yann Le Bohec, César chef de guerre, éd. du Rocher.
2. Peter Brown, La Vie de saint Augustin, éd. Le Seuil, coll. Points, avril, 690 p.,  (ISBN 2020386178).

#### Littérature
- Roland de Chaudenay, Les Plagiaires, éd. Perrin, 358 p.,  (ISBN 9782262017491).
- François Fejtő,  Voyage sentimental, éd. Des Syrtes.
- Claude Gagnière, Le Bouquin des citations : 10 000 citations de A à Z, éd. Robert Laffont, Bouquins, 622 p..
- André Gide, Ainsi soit-il ou Les jeux sont faits, éd. Gallimard, L'Imaginaire. Feu d'artifice crépusculaire de pensées et de souvenirs.
- Nedim Gürsel (écrivain turc), Mirages du Sud, éd. L'Esprit des Péninsules.
- Jérôme Picon (historien d'art), La Légende et le siècle, éd. Textuel. Sur Victor Hugo.
- Jérôme Picon (historien d'art), Victor Hugo contre la peine de mort, éd. Textuel.
- Bertrand Poirot-Delpech, « J'écris Paludes », éd. Gallimard, 112 p..
- Henriette Walter, Honni soit qui mal y pense, éd. Robert Laffont. les interactions entre français et anglais, pourquoi un étudiant anglais comprendra plus facilement l'ancien français que son homologue français.

#### Politique
1. René Riesel, Aveux complets des véritables mobiles du crime commis au CIRAD le 5 juin 1999, Éditions de l'Encyclopédie des Nuisances.
2. Michel Rocard, Pour une autre Afrique.
3. Jaime Semprun, Apologie pour l'insurrection algérienne, Éditions de l'Encyclopédie des Nuisances.
4. Pierre-André Taguieff et Gil Delannoi, Nationalismes en perspective, éd. Berg International.
5. Éric Werner, L'Après-démocratie, éd. L'Âge d'Homme, coll. Mobiles politiques, 158 p.  (ISBN 2-8251-1484-7).

#### Politique en France
1. Sophie Bourrel, Le Front national et le droit, éd. Presses universitaires du Septentrion.
2. Olivier Duhamel (1950, français), Le Quinquennat, Presses de Sciences Po.
3. Anne-Marie Duranton-Crabol, « L'extrême droite », dans Serge Berstein, Pierre Milza et Jean-Louis Bianco : Les Années Mitterrand, les années du changement. 1981-1984, éd. Perrin.
4. Françoise Giroud, On ne peut pas être heureux tout le temps, éd. Fayard, 276 p..
5. Françoise Giroud, Martine de Rabaudy : Profession journaliste, éd. Hachette Littératures, 188 p..
6. Marie-Ève Malouines, Deux Hommes pour un fauteuil, éd. Fayard, 344 p..

#### Religions
1. Gérard Larouste, La Haggada, éd. Assouline. Récit du périple initiatique du peuple d'Israël à travers le désert.
2. Alfred Grosser, Les Fruits de leur arbre. Regard athée sur les chrétiens, éd. Presses de la Renaissance, 224 p.. Prêtres, pasteurs et rabbins, coupables à ses yeux d'avoir ensanglanté l'Histoire.
3. René Guitton, Si nous nous taisons…, éd. Calman-Levy, 240 p.. L'itinéraire des trappistes de Tibéhirine, jusqu'à leur meurtre par le GIA.

### Livres d'Art et sur l'art
1. Christian Caujolle, Joan Fontcuberta recueil de photographie de Joan Fontcuberta, éd. Phaidon, 128 pages,  (ISBN 0-71-484031-9).

### Poésie
1. Yves Bonnefoy (1923, français), Les planches courbes, Mercure de France
2. Philippe Jaccottet, Et, néanmoins : proses et poésies ; Carnets 1995-1998, Gallimard.
3. Roger Lewinter, , vers, Éditions Ivrea.
4. Claude Esteban, Morceaux de ciel, presque rien, Gallimard
5. Matthieu Gosztola, Sur la musicalité du vide, Atelier de l'agneau.

### Publications
1. Gérard Guicheteau, Les Vins de France, guide de l'acheteur, éd. Le Livre de poche.
2. Frédéric Lewino, Les Rives de l'étang de Berre.

#### Santé
1. Daniel Henry, La Médecine des ventouses, éd. Maisnie Trédaniel, juin, 165 pages.
2. Jean-Marie Pelt, Les Nouveaux remèdes naturels, éd. Fayard.
3. Raoul Relouzat et Jean-Pierre Thiollet, Migraine mon amie, Anagramme éditions.

### Romans
Tous les romans parus en 2001

#### Auteurs francophones
- Étienne Barilier, L'Énigme, éd. Zoé.
- Laurence Cossé, Le Mobilier national, éd. Gallimard.
- Marc Durin-Valois, L’Empire des Solitudes, éd. J.-C. Lattès.
- Jean Echenoz, Jérôme Lindon, éd. de Minuit.
- Jean Hamila, Le Boucher des Hurlus, éd. Gallimard, 222 pages.
- Joseph Joffo, Les Aventuriers des nouveaux mondes, éd. du Rocher.
- Patrick Modiano, La Petite Bijou, éd. Gallimard.
- Erik Orsenna, La grammaire est une chanson douce, éd. Stock
- Jean-Christophe Rufin, Rouge Brésil, éd. Gallimard. Prix Goncourt 2001.
- Christophe Spielberger, On part, éd. Zéro heure.
- Didier van Cauwelaert, L'Apparition, éd. Albin Michel.
- Fred Vargas, Pars vite et reviens tard, éd. Viviane Hamy.
- Anne Wiazemsky, Aux quatre coins du monde.
- Olivier Charneux, Etre un homme, éd. du Seuil, roman autobiographique

#### Auteurs traduits
1. Helen Dunmore (anglaise), Malgré la douleur
2. Khalil Gibran (Libano-américain), Les ailes brisées, éd. Sindbad-Actes Sud, coll. Les littératures contemporaines : La bibliothèque arabe.
3. Terry Goodkind (américain), Dette posthume (éd. US 1998).
4. Douglas Kennedy (américain), La poursuite du bonheur, traduit par Bernard Cohen, éd. Belfond, 773 p.. À Greenwich Village après la guerre.
5. Phyllis Dorothy James (1920, anglaise), Meurtres en soutane (titre original: Death in holy orders, traduit par Eric Diacon), Librairie Arthème Fayard
6. Youval Shimoni (israélien), Le Vol du pigeon, éd. Métropolis.
7. Alexandre Soljenitsyne (Russe), Mars dix-sept (tome 4), Fayard.

### Théâtre
- Yasmina Reza, Trois versions de la vie

## Naissances
- Noa Pothoven, auteure néerlandaise († 2 juin 2019).

## Décès
- 20 janvier : Jacqueline Piatier, 79 ans, journaliste et critique littéraire française, fondatrice du Monde des livres (° 12 juin 1921).
- 31 janvier : Gordon R. Dickson, écrivain américain de science-fiction, mort à 77 ans.
- 27 février : José García Nieto, 86 ans, poète, écrivain et journaliste espagnol (° 6 juillet 1914).
- 12 mars : Robert Ludlum, 74 ans, écrivain américain (° 25 mai 1927).
- 19 avril : André du Bouchet, 77 ans, poète français (° 7 mars 1924).
- 11 mai : Douglas Adams, écrivain britannique de science-fiction, mort à 49 ans.
- 3 juin : Flora Groult, 77 ans, écrivain français (° 23 mai 1924).
- 26 juin : Lalla Romano, 94 ans, écrivain, journaliste et peintre italienne. (° 11 novembre 1906).
- 31 juillet : Poul Anderson, 74 ans, écrivain américain (° 25 novembre 1926).
- 20 août : Fred Hoyle,  cosmologiste, astronome et écrivain britannique de science-fiction, mort à 86 ans.
- 19 décembre : Hans Warren, 80 ans, écrivain néerlandais (° 20 octobre 1921)
- 20 décembre : Léopold Sédar Senghor, 95 ans, poète et essayiste sénégalais (° 9 octobre 1906).